# Szaniec FS-25
Szaniec FS 25 – powstał w latach 1849–1855.
Krótki opis Szańca: Narys siedmioboczny (w tym 2 boki włamane kleszczowo, z wjazdem w szyi); wał ziemny; klasyczna fosa wypełniona wodą.
Został zmodernizowany w 1912 roku. Obecnie na jego dziedzińcu możemy zaobserwować zabudowania gospodarcze. Szaniec jest położony przy ulicach Kapelanka i Kobierzyńska w Krakowie.